# Ihagee
Ihagee — германская компания, основанная в 1912 году в Дрездене.

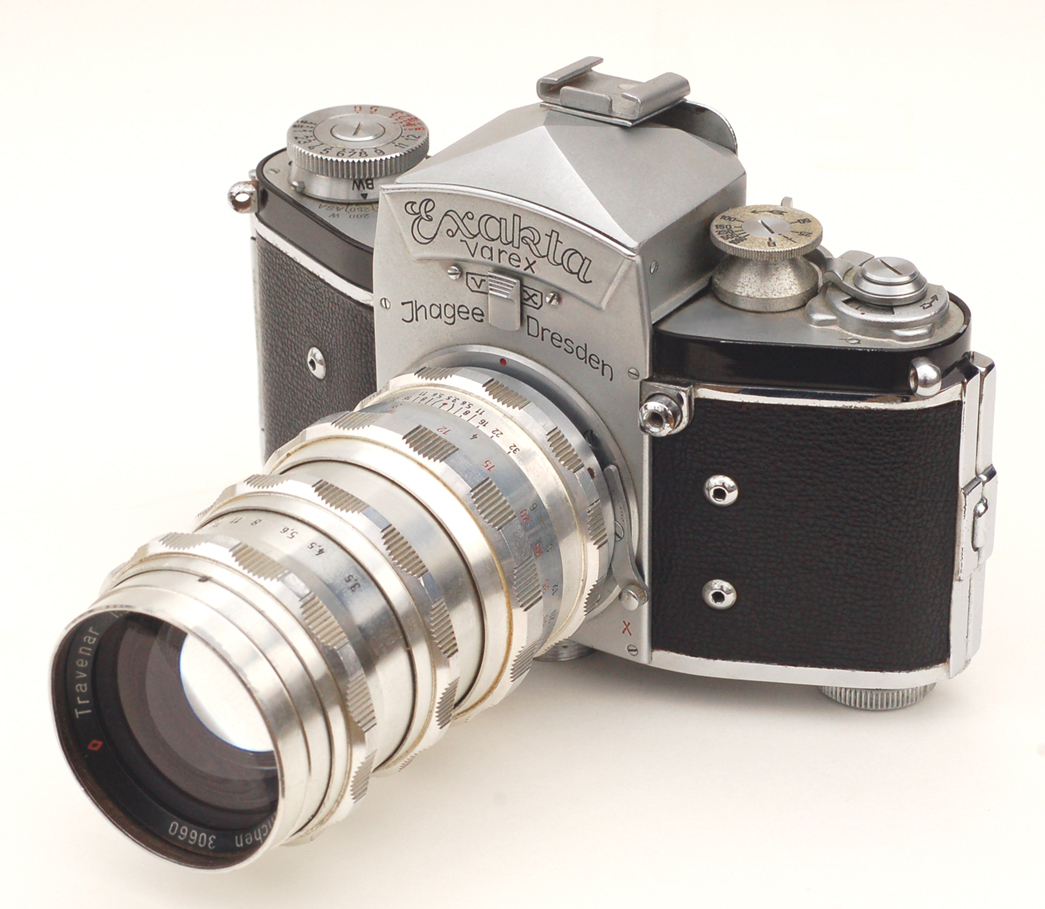
Фотоаппарат Exakta Varex VX производства Ihagee с объективом Schacht Travenar 3,5/135 мм

## История

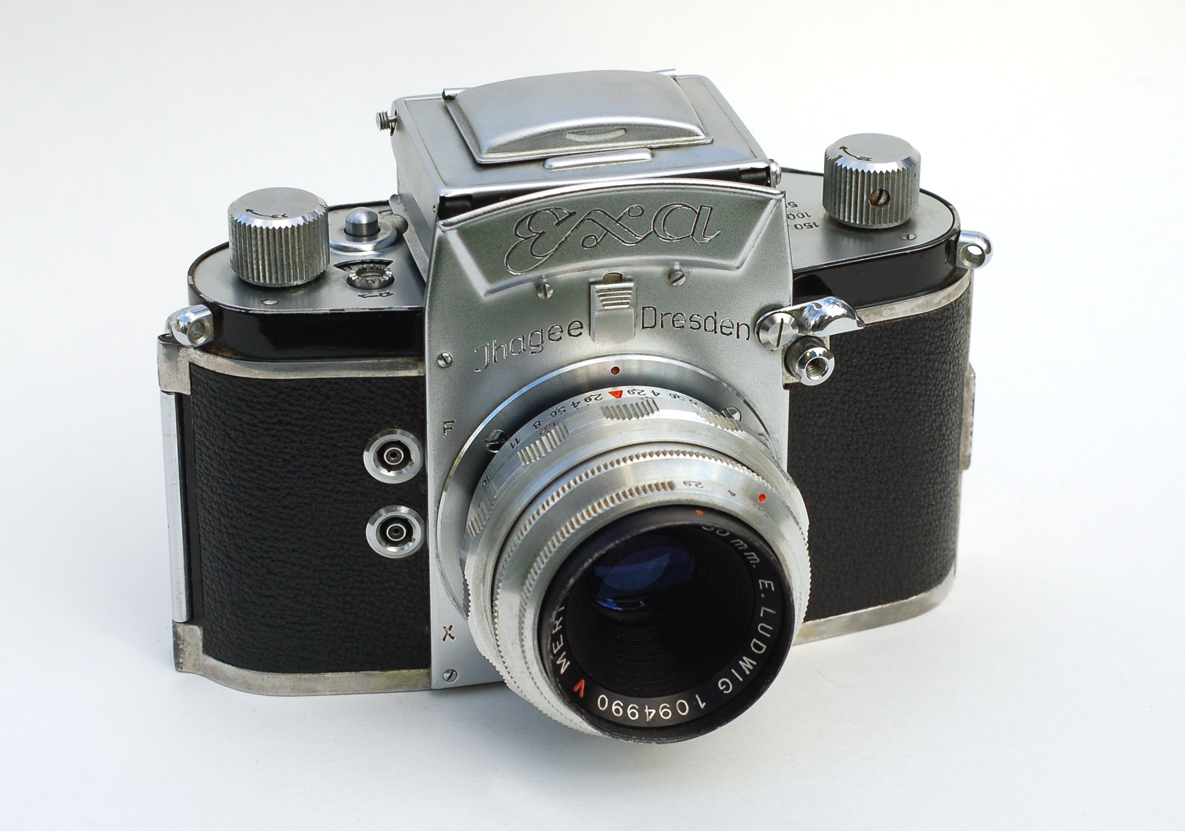
Ihagee Exa

Компания была основана под названием Industrie-und Handelsgesellschaft mbH (Индустриальное и Торговое Общество) выходцем из Нидерландов Йоханом Стинбергеном (Johan Steenbergen). В 1918 году в компанию было принято шесть столяров. Компания производила фотоаппараты и называлась Ihagee Kamerawerk Steenbergen & Co.

### Exakta
Наиболее успешной камерой Ihagee была зеркальная камера Exakta, которая выпускалась несколько десятилетий. Серия Exakta начала производиться в 1933 году с камеры Standard Exakta, предназначенной для плёнки типа 127. В 1936 году появилась Kine Exakta для плёнки типа 135. Уменьшенная версия называлась Exa.
На фотоаппараты Exakta устанавливались объективы компаний: Carl Zeiss Jena, Meyer-Optik Goerlitz, Schneider Kreuznach и Schacht Ulm. Крепление объективов байонетное. Выпускалось три основных версии Exakta: Exakta Varex и более простые модели Exa Ia/b и IIb. Exa IIb имела резьбовое соединение объектива М42.
Компания Argus (США) зарегистрировала права на торговую марку «Varex», поэтому американский рынок сбыта для Exakta Varex оказался закрыт. Компания выпускала Exakta Varex под названием Exakta VX.

### Вторая мировая война
В 1940 году компания остановила производство из-за начала Второй мировой войны. Стинберген был иностранным гражданином, он передал все права собственности в специальный фонд, которым владели его доверенные партнёры и сотрудники компании.
Стинберген уехал из Дрездена в 1942 году и уже никогда не возвращался в город. В апреле 1945 года завод Ihagee был разрушен во время бомбардировки города авиацией союзников.

### Производство вГДР

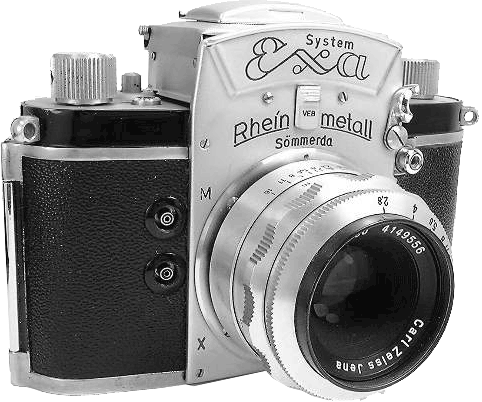
Exa Rheinmetall — Производилась в 1956 году компанией Sömmerda из-за недостатка производственных мощностей у Ihagee. На лицевой части фотоаппарата нанесены надписи System Exa и Rheinmetall Sömmerda.

После Второй мировой войны Дрезден оказался в советской оккупационной зоне. После войны компания продолжила выпуск Exakta и Exa на уцелевшем оборудовании. В 1949 году началось производство Exakta II.
В 1951 году компания начала называться VEB Ihagee Kamerawerk. В 1960 году компания вошла в состав VEB Pentacon. В составе Pentacon Ihagee продолжала разрабатывать и выпускать фотоаппараты под названием Exakta, но в 1972 (или 1973) году производство Exakta было прекращено. Последней моделью стала Exakta RTL 1000, разработанная совместно с Pentacon. Производство Exa продолжалось до 1987 года.

### Ihagee West
Стинберген вернулся в Западную Германию и в 1960 году создал новую компанию под названием Ihagee Kamerawerk AG с штаб-квартирой во Франкфурте. В 1966 году компания начала продажи собственной камеры Exakta real, но без особого успеха. После смерти Стинбергена в 1967 году, компания продавала камеры Exakta Twin TL, TL 500, TL 1000 и FE 2000, которые производили японские компании Cosina и Petri Camera. В 1967 году компания сменила наименование на Ihagee AG, и переехала в Западный Берлин.
29 сентября 1976 года Ihagee West прекратила свою деятельность из-за банкротства.

## Разное
- Камера Exakta VX использовалась в художественном фильме Альфреда Хичкока Окно во двор (1954 год).
- В иностранных источниках Exakta считается первой в мире зеркальной однообъективной камерой. В советской литературе фотоаппарат «Спорт» категорически называли первой в мире однообъективной зеркальной камерой под 35-мм плёнку. По всей видимости, прототип «Спорта» был разработан несколько раньше, чем «Kine Exakta», а настоящее серийное производство развернулось позже.

## Фотоаппараты Ihagee

### 1912—1918 год
Складные камеры:
- Photorex
- Photorekord
- Photoklapp
- Viktor
- Patent-Duplex
- Triplex
- Weltrekord-Kamera
- Microbie
- Venus — 1916 год. Размер кадра 6,5×9 см. Объектив Ihagee Triplex Anastigmat 1:4,5 фокусное расстояние 105 мм. Диафрагма от 4,5 до 36. Экспозиции от 1 сек до 1/125 сек. Оптический и рамочный видоискатель.
- Photoknips

### 1920—1931 год
- Tropen Neugold — 1920-е. Версия Patent-Duplex для тропического климата. Складной мех, деревянный корпус. Размер кадра 6,5×9 см и 9×12 см. Кассета для пластинок из никеля.
- Roll-Paff — 1921 год. Зеркальная камера коробочного типа. Корпус деревянный. Выпускалась в версиях для плёнки и для пластинок. Две экспозиции. Менисковая линза или объектив Meyer Trioplan 1:6,8 фокусное расстояние 90 мм. Видоискатель шахтного типа.
  - Roll-Paff-Reflex — Вариант Roll-Paff для фотоплёнки.
  - Plan-Paff-Reflex — Вариант Roll-Paff для пластинок. Размер кадра 6×4,5 см. Объектив Meyer 1:6,3 фокусное расстояние 105 мм.
- Corona — камера для путешественников. Корпус деревянный. Выпускалась для 5 размеров кадра.
- Derby
- Ultrix — Производилась с 1930 или 1931 года. Полное название Ihagee Zweiformat Auto Ultrix. Складной мех. Корпус металлический, кожезаменитель. Выпускалась в двух вариантах: для плёнки типа 120 (размер кадра 4,5×6 см или 6×9 см) и стеклянные пластинки 6,5х9 см. Объективы Schneider Kreuznach или Ihagee. Оптический и рамочный видоискатель.
- Patent-Klappreflex
- Ama
- Luxus Duplex
- Ultrix Stereo
- Stereo-Automat
- Serien-Reflex
- Zweiverschluss Duplex
- Auto-Photoklapp
- Nachtreflex
- Sport-Kamera
- Auto-Ultrix
- Parvola — 1931 год. Плёнка типа 127. Выпускалась в двух версиях: с размером кадра 3×4 см и 4×6,5 см. Объектив выдвигался из корпуса не на мехах, а на металлических кольцах с резьбой.
- Westentaschen-Auto-Ultrix